# Phyllobrotica antennata
Phyllobrotica antennata es una especie de insecto coleóptero de la familia Chrysomelidae. Fue descrita en 1932 por Schaeffer.
Se encuentra en Norteamérica. Se alimenta de especies de Lamiaceae.